# Popillia cuprascens
Popillia cuprascens är en skalbaggsart som beskrevs av Ohaus 1901. Popillia cuprascens ingår i släktet Popillia och familjen Rutelidae. Inga underarter finns listade i Catalogue of Life.